# Герб Талалаївки
Герб смт. Талала́ївка Талалаївського району Чернігівської області — символічний знак, що виражає історичні й духовні традиції Талалаївщини.
Геральдичну символіку району затверджено 26.03.2004 року 12 сесією Талалаївської районної ради 24 скликання.
Автор гербу: Пригара М. С.. Співавтор: Онищенко М. О.

## Елементи гербової емблеми
В нижній частині щита розташовані стилізований фрагмент орнаменту з кераміки ХІ століття, знайденої археологами на території району, означає досвід, знання та спадщину минулих поколінь.
Центральною частиною герба є зображення брами з відчиненими воротами та надворітньою баштою, прообразом церкви, та серця в отворі воріт. Це обереги, що означають гостинність, щирість, сердечність, вірність, відкритість для добра та прагнення високого ідеалу та духовності.
У верхній частині герба над брамою обабіч розташовані лапчастий хрест і восьмипроменева зірка. Козацький хрест означає незалежність, волю, свободу та демократію і підкреслює належність краю до подій козацької доби (Гетьман Лівобережної України Іван Самойлович був сотником Красноколядинської сотні Прилуцького полку).
Восьмипроменева зірка, що уособлює сонце, часто використовувалася у козацькій символіці і є символом світла, постійності та довершеності.